# Liste der Bodendenkmäler in Elchingen
Auf dieser Seite sind die Bodendenkmäler in der schwäbischen Gemeinde Elchingen zusammengestellt. Diese Tabelle ist eine Teilliste der Liste der Bodendenkmäler in Bayern. Grundlage ist die Bayerische Denkmalliste, die auf Basis des Bayerischen Denkmalschutzgesetzes vom 1. Oktober 1973 erstmals erstellt wurde und seither durch das Bayerische Landesamt für Denkmalpflege geführt wird. Die folgenden Angaben ersetzen nicht die rechtsverbindliche Auskunft der Denkmalschutzbehörde.

## Bodendenkmäler in Elchingen
| Lage       | Objekt                                                                                      | Akten-Nr.     | Bild |
| ---------- | ------------------------------------------------------------------------------------------- | ------------- | ---- |
| (Standort) | Mittelalterliche und frühneuzeitliche Befunde im Bereich des ehem. Reichsstifts Elchingen   | D-7-7526-0007 |      |
| (Standort) | Verebnete Grabhügel vorgeschichtlicher Zeitstellung.                                        | D-7-7526-0010 |      |
| (Standort) | Mittelalterliche und frühneuzeitliche Befunde im Bereich der Kath. Stadtpfarrkirche         | D-7-7526-0014 |      |
| (Standort) | Siedlung des Neolithikums, Gräber und Depotfunde der mittleren Bronzezeit, Villa rustica    | D-7-7526-0015 |      |
| (Standort) | Siedlung des Mittelneolithikums und Grabenwerk vorgeschichtlicher Zeitstellung.             | D-7-7526-0016 |      |
| (Standort) | Gräber der frühen Bronzezeit.                                                               | D-7-7526-0069 |      |
| (Standort) | Siedlung des Neolithikums.                                                                  | D-7-7526-0070 |      |
| (Standort) | Siedlung des Mittelneolithikums, der Bronze-, der Urnenfelder- und der römischen Kaiserzeit | D-7-7526-0071 |      |
| (Standort) | Siedlung des Jungneolithikums.                                                              | D-7-7526-0094 |      |
| (Standort) | Siedlung des Mittelneolithikums.                                                            | D-7-7526-0095 |      |
| (Standort) | Siedlung des Jungneolithikums und der Bronzezeit.                                           | D-7-7526-0096 |      |
| (Standort) | Mittelalterliche und frühneuzeitliche Befunde im Bereich der Kath. Stadtpfarrkirche         | D-7-7526-0114 |      |
| (Standort) | Siedlung der späten Bronzezeit. Regierungsbezirk Schwaben                                   | D-7-7526-0131 |      |